# Boucheporn
Boucheporn település Franciaországban, Moselle megyében. Lakosainak száma 566 fő (2022. január 1.). Boucheporn Bisten-en-Lorraine, Ham-sous-Varsberg, Longeville-lès-Saint-Avold, Obervisse, Porcelette, Saint-Avold, Varsberg és Zimming községekkel határos.

## Népesség
A település népességének változása:
| Lakosok száma | 442  | 524  | 627  | 570  | 568  | 580  | 581  | 578  | 576  | 566  |
|               | 1968 | 1982 | 1990 | 2006 | 2013 | 2015 | 2017 | 2019 | 2020 | 2022 |